# Bilaspur (Chhattisgarh)
Bilaspur est une ville indienne située dans le district de Bilaspur dans l’État du Chhattisgarh. En 2011, sa population était de 331 030 habitants.

## Source de la traduction
- (en) Cet article est partiellement ou en totalité issu de l’article de Wikipédia en anglais intitulé « Bilaspur, Chhattisgarh » (voir la liste des auteurs).